# Narnie

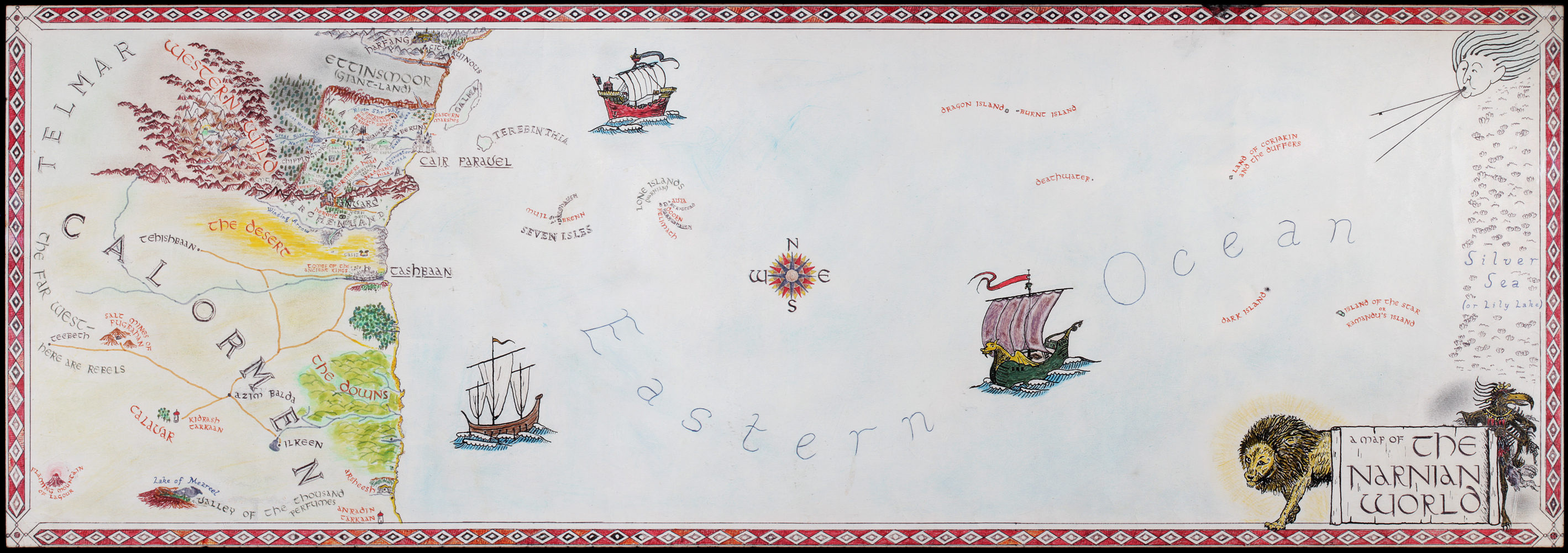
Mapa světa Narnie

Narnie je ústřední zemí fiktivního světa, v němž se odehrává většina děje Letopisů Narnie od spisovatele C. S. Lewise. Knihy Lev, čarodějnice a skříň, Princ Kaspian a Plavba Jitřního poutníka byly zfilmovány.
Pojem „Narnie“ je používán jednak pro království v tomto světě, kde se odehrává děje nejvíce (viz seznam míst v narnijském království), ale také pro celý tento svět, ve kterém na jih od Narnie leží říše Arkénie (Archenland) a Kalornie (Calormen), na severu žijí obři a na východ od Narnie pak Osamělé ostrovy patřící k narnijskému království a další ostrovy objevené během plavby na lodi Jitřní poutník (viz seznam míst v narnijském světě).

## Svět Narnie
Svět Narnie existuje paralelně vedle našeho světa; přejít do něho je možné jen pomocí kouzel.
V knize Čarodějův synovec je popsáno, jak Aslan Narnii stvořil, a jsou tam popsány i jiné světy, především právě umírající svět jménem Šarn (Charn). Každý svět jednou skončí, ale jelikož v Narnii ubíhá čas rychleji, Polly a Digory (hlavní postavy z knihy Čarodějův synovec) spatří vznik i zánik Narnie.

### Čas v Narnii
Lewis často zdůrazňuje, že čas v Narnii ubíhá jinak než v našem světě (což je běžné i v anglosaských mýtech a pověstech) – většinou rychleji a nelineárně. Proto se Lucie, která projde do Narnie vchodem ve skříni jako první (Lev, Čarodějnice a skříň) a stráví u fauna Tumnuse několik hodin, může vrátit zpět pro ostatní děti, aniž by v domě utekl nějaký čas.
Když se děti vracejí po roce do Narnie (Princ Kaspian), ocitají se v místech svého hradu Cair Paravel, který však hned nepoznávají, neboť v Narnii mezitím uběhly stovky let. (podle filmu cca 1300 let)
Při třetí návštěvě opět po roce (Plavba Jitřního poutníka) v Narnii uběhly jen tři roky, při čtvrté po půl roce (Stříbrná židle) asi padesát let.
V našem světě mezi prvním (Čarodějův synovec) a posledním (Poslední bitva) dílem uběhne asi 60 let, profesor Kirk je svědkem stvoření i zániku Narnie.

### Obyvatelé Narnie

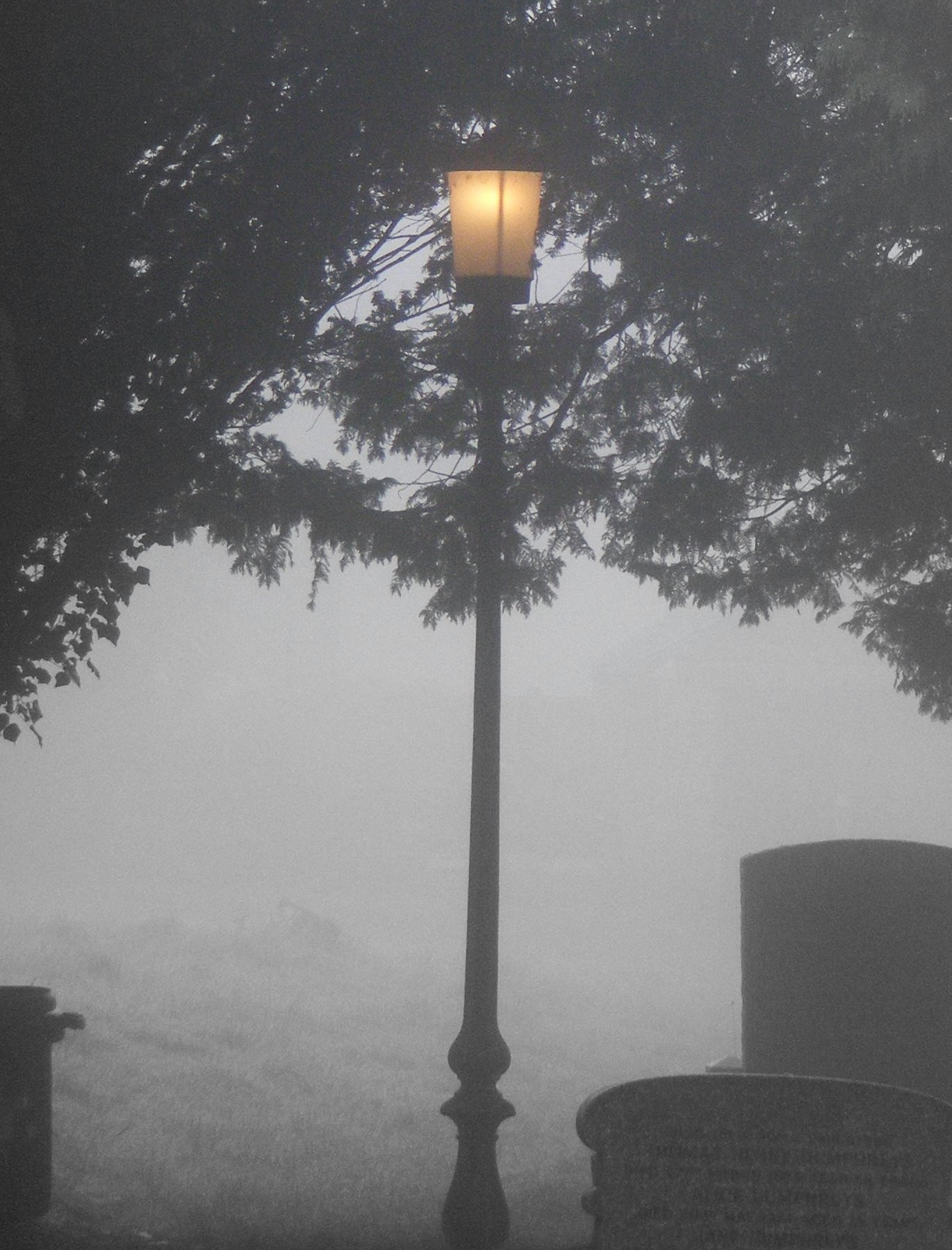
Pouliční lampa mimoděk zasazená čarodějnicí v knize Čarodějův synovec

Do Narnie v rámci příběhu popsaného v Letopisech vstoupí celkem jedenáct lidí ze Země: čtyři chlapci, dva muži, čtyři děvčata a jedna žena. Nejznámějšími jsou sourozenci Petr, Edmund, Zuzana a Lucie Pevensieovi, kteří se stali králi a královnami Narnie. (Vystupují v knize Lev, čarodějnice a skříň, Princ Kaspian a částečně též v knihách Kůň a jeho chlapec a Plavba Jitřního poutníka. Spolužáci Eustác Pobuda (Eustace Scrubb; bratranec Pevensieových, který je už v Plavbě) a Julie (Jill) Poleová jsou hlavními hrdiny knihy Stříbrná židle. Dále Digory Kirke a Polly Plummerová, Digoryho strýc Andrew, drožkář a jeho žena vystupují v knize Čarodějův synovec. Většina těchto lidí také v knize Poslední bitva.
Dalšími lidmi vyskytující se v Narnii původem ze Země jsou Telmaríni. Toto jsou potomci pirátů, kteří vstoupili do Narnie z neznámého tropického ostrova na Zemi. Nejdůležitějším z nich je Princ Kaspian.
Lidé pocházející ze Země jsou občas nazýváni Synové Adama a Dcery Eviny, což se vztahuje k C. S. Lewisově křesťanskému pohledu na svět.
O původu ostatních lidí, jako například Kalornijců se nic neví.
Specifickými obyvateli Narnie jsou mluvící zvířata, která vypadají jako v našem světě, ale umějí mluvit. Tento dar jim dal sám Aslan, který rovněž malá zvířata zvětšil a velká zmenšil oproti jejich nemluvícím příbuzným. Mluvícími zvířaty jsou zástupci plazů, ptáků a savců, nikoliv ryb a hmyzu.
Ztělesněním zla jsou v Narnii čarodějnice, jejichž matkou je čarodějnice Jadis, která byla do Narnie nechtěně přivedena Digorym a Polly už v okamžiku stvoření Narnie Aslanem. Bílá Čarodějnice, která vládla Narnii před „zlatým věkem“, mohla být též ona. Další čarodějnicí byla Paní v zelené kytlici, která unesla prince Riliana v předposledním díle Stříbrná židle.
V Narnii také žije celá řada různých mytologických bytostí, jako jsou fauni, satyrové, jednorožci, trpaslíci, gnomové, obři, kentauři, minotauři, skřeti, vlkodlaci, mořští hadi, dryády a najády.

## Království Narnie

Vlajky v Narnii:
Narnie (poměr stran: ~12:11)
Telmar
Arkénie (Archenland)

Narnie je oblastí kde se odehrává největší část příběhu celé série. Narnie byla spolu s celým světem stvořena velkým mluvícím lvem Aslanem, který je jejím ochráncem. Obývají ji mluvící zvířata a mytická stvoření. Název Narnie si C. S. Lewis vypůjčil od italského městečka Narni. Povrch Narnie se směrem na jih zvedá až přechází v hornatou Arkénii (Archenland). Většinu země pokrývá les, který na severu přechází v močál. Na západě zemi určují hranici země vysoké hory, východní břehy země obmývá Východní oceán.

### Známí vládci Narnie

Znak Narnie

- Aslan – syn Císaře za mořem, objevuje se v podobě lva. Je pravým vládcem Narnie, z jeho pověření usedli na trůn František I., později sourozenci Pevensieovi a potom Kaspian X.
- František I. – Úplně první král Narnie vyvolený Aslanem, dříve drožkář.
- Vichr – Františkův vnuk, osvobodil Osamělé ostrovy od draka a přiřadil je k Narnijskému království.
- Labuťka – poslední člověk z Františkova rodu.
- Jadis – uchvátila Narnii a nastolila v ní stoletou zimu.
- Petr Vznešený, Edmund Spravedlivý, Lucie Chrabrá, Zuzana Laskavá – čtyři sourozenci Pevensiovi, dosazeni Aslanem po porážce Jadis.
- Kaspian I. – první Telmařan na narnijském trůnu.
- Kaspian IX. – otec prince Kaspiana, zabit vlastním bratrem.
- Miráz – zabil svého bratra Kaspiana IX. a ujal se vlády nejprve jako lord protektor, později jako samozvaný král. Byl zrazen lordem Glozellem (generál Podlštejn) a lordem Sopespianem (pán z Lichometníku), po prohraném souboji s nejvyšším vládcem Petrem Vznešeným ho jeden z nich zavraždil.
- Kaspian X. – syn Kaspiana IX., vládce staré Narnie.
- Rilian – syn Kaspiana X., původně očarován chtěl Narnii uchvávit mocí, než si uvědomil že je jejím králem.
- Erlian – otec Tiriana
- Tirian – poslední král Narnie.

## Knihy Letopisů Narnie podle vnitřní chronologie
1. Čarodějův synovec (1955) Hlavními hrdiny jsou Polly a Digory, kteří se pomocí magických prstenů Digoryho strýce dostávají do několika jiných světů. Například Šarnu, kde potkávají královnu Jadis. Stávají se svědky stvoření Narnie lvem Aslanem, zároveň do ní nechtěně přivedou zlou čarodějnici Jadis, která je matkou všech čarodějnic.
2. Lev, čarodějnice a skříň (1950) Hlavními hrdiny jsou děti Petr, Zuzana, Edmund a Lucie evakuované za druhé světové války z Londýna na venkov, shodou náhod do domu profesora Kirka, kde Lucinka objeví starou skříň, kterou projde do Narnie a kde potkává fauna Tumnuse. Později se do Narnie dostanou i ostatní sourozenci. Tam s pomocí lva Aslana, ztělesňujícího svrchované dobro, vymaní zemi z krutovlády Bílé čarodějnice, která na Narnii uvrhla dlouhou zimu. Po její porážce se stávají králi a královnami a započínají „zlatý věk“ Narnie.
3. Kůň a jeho chlapec (1954) Je příběh chlapce Šasty a mluvícího koně Brí, který se odehrává ve zlatém věku Narnie. Brí a Šasta utíkají z kruté jižní země Kalornie (Calormen) do Narnie a jejich cesta se promění v závod o záchranu Narnie a sousední země Arkénie (Archenland) před nenadálým kalornijským útokem.
4. Princ Kaspian (1951) – Petr, Zuzana, Edmund a Lucie se vrací po roce do Narnie, kde mezitím uběhlo asi 1300 let. Narnii ovládli Telmaríni národ lidí ze země Telmar a původní obyvatelé donutili ke skrytému životu v lesích. Děti jsou opět povolány do Narnie, kde se setkávají s princem Kaspianem právoplatným králem Narnie, jehož trůn však neprávem uchvátil jeho strýc Miráz. Díky Aslanově pomoci dosadí Kaspiana na trůn a obnoví práva všech Narnianů.
5. Plavba Jitřního poutníka (1952) – Edmund a Lucie se naposledy vracejí do Narnie, s nimi i jejich zpočátku zkažený bratranec Eustác (Eustace), který se napraví. Pomáhají Kaspianovi při hledání sedmi ztracených narnijských pánů, přátel jeho otce, které je zavede až na samotný konec světa.
6. Stříbrná židle (1953) – Eustác (Eustace) a jeho spolužačka Julie (Jill) jsou přivoláni do Narnie, aby našli ztraceného prince Riliana, Kaspianova syna, kterého unesla zlá Zelená čarodějnice. Čeká je dlouhá a nebezpečná cesta nejen po Narnii.
7. Poslední bitva (1956) – Eustác (Eustace) a Julie (Jill) pomáhají při záchraně Narnie před silami zla. Ty představují opičák Vytáčka který navede osla Zmatlíka a spolu s Kalormenci se pokusí ovládnout Narnii. Ty nakonec porazí zásah Aslana, který zároveň přináší konec Narnie; postavy z předchozích dílů včetně těch mrtvých jsou souzeny a ty dobré jsou vpuštěny do další Aslanovy říše.